# دوره نخست مجلس نمایندگان افغانستان
دوره نخست مجلس نمایندگان افغانستان همزمان با آغاز بکار شورای ملی افغانستان در ۱۴ سرطان/تیر ۱۳۱۰ آغاز به کار کرد. بر اساس ماده ۲۷ اصولنامه اساسی افغانستان که به حیث قانون اساسی را داشت ۱۱۱ نفر نماینده انتخابی مردم افغانستان از سراسر مملکت در آن حضور داشتند و سوگند یاد کردند که برای ملت و حکومت افغانستان صادق باشند. این دوره مجلس پس از ترور محمد نادر خان پایان یافت.

## صلاحیت‌ها
- تصویب کلیه اصولات و ضوابطی که غرض انتظام امور مملکتی لازم باشد.
- تصویب تقویه امورات مالی، رد یا قبول عوارض و فروعات جدید که دولت اقدام نماید.
- تدقیق و تصویب بودجه ملی.
- تصویب وضع اصولنامه جدید یا تغییر و فسخ قوانین و مقررات.
- تصویب امتیاز تشکیل کمپانی‌ها و شرکت‌های عمومی.
- تصویب عقد مقاولات و معاهدات، اعطای امتیازات انحصاری اعم از تجاری، صنعتی، فلاحتی، چه داخلی باشد یا خارجی.
- تصویب استقراض دولتی داخلی و خارجی.
- تصویب تمدید خط آهن.
- استماع گزارش‌های وزرا.

## هیئت اداری
رئیس: عبدالاحد خان
معاون: عبدالحق خان
منشی: میرزا عبداللطیف خان